# Петербургский договор (1875)
Санкт-Петербургский договор 1875 года (яп. 樺太・千島交換条約 карафуто тисима ко:кан дзё:яку) — договор между Российской империей и Японией «об обмене территориями».
Оригинал договора (Traité de Saint-Pétersbourg de 1875) написан на французском языке. В тексте договора впервые даётся официальный перечень всех Курильских островов, от которых Россия отказывается в пользу Японии в обмен на остров Сахалин. Договор был заключён 25 апреля (7 мая) в Петербурге. Российскую империю (император Александр II) представлял министр иностранных дел А. М. Горчаков, Японию (император Мэйдзи) — посол Эномото Такэаки. По договору, Россия передала Японии все принадлежавшие ей на ту пору Курильские острова, от Урупа включительно и севернее, в обмен на официальный отказ Японии от территориальных претензий на остров Сахалин.
22 июля 1875 года в Токио была подписана дополнительная статья, регулирующая права граждан обоих государств, оставшихся в местах постоянного проживания. Фактическая передача островов под юрисдикцию Японии состоялась в 1877 году.

## Предпосылки

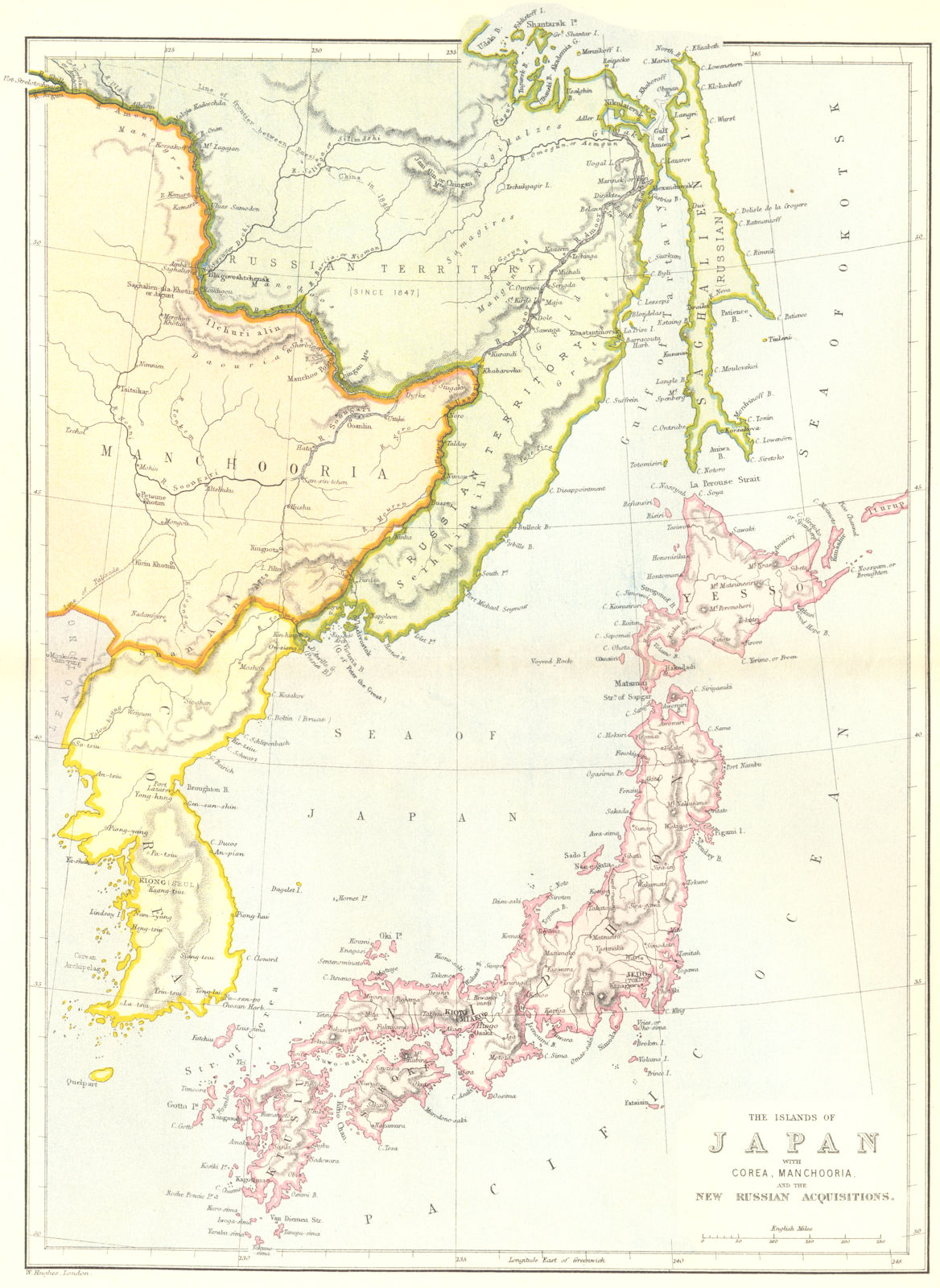
Политическая карта региона в 1870-е годы

Симодский трактат 1855 года оставил Сахалин в совместном владении России и Японии. Российская империя тем временем демонстрировала больший потенциал колонизации острова: сюда прибывало всё больше россиян, особенно после отмены крепостного права. Ими началась разработка каменноугольных месторождений в южной части острова, которую японцы считали своей. В 1858 году Россия неожиданно присоединяет Приамурье, а в 1860 года и Приморье. Сахалин от России теперь отделял лишь 7-километровый пролив. Расстояние до Японии составляло 40 км.
Японская хозяйственная деятельность сводилась лишь к сезонному использованию южной оконечности Сахалина для нужд рыболовства и полноценной переселенческой колонизации Япония не вела, так как на тот момент ею до конца не был освоен даже более южный Хоккайдо. Встревоженная усилением российского присутствия, в июле 1862 года Япония посылает в Санкт-Петербург миссию во главе с С. Такэноути, который предложил разделить Сахалин по 50-й параллели или же, как минимум, долговременно арендовать южную половину острова. Однако российские власти, до этого уступившие Японии Южные Курилы и весь Итуруп (ранее российские власти предлагали поделить его пополам, но поддержки у японцев эта мера не нашла), сделали освоение всего Сахалина своим приоритетом и не склонны были более идти ни на какие уступки в его отношении. Похожей настойчивости в отношении северных Курил, равно как и в отношении Русской Америки, российская сторона не проявила.

## Переговоры

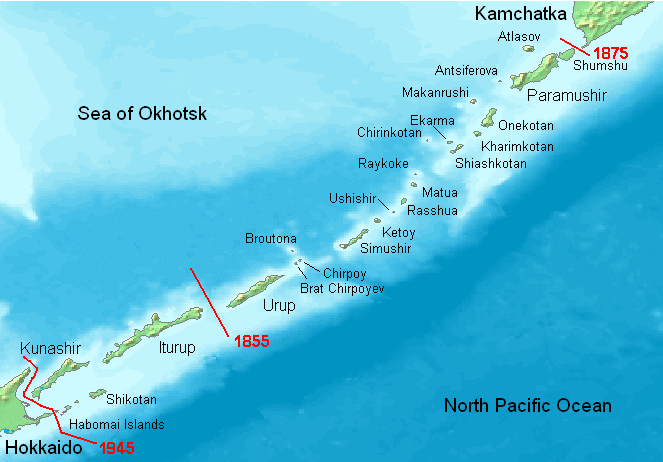
Смещение российско-японской границы на Курильской гряде по годам.

Предшествовавшие заключению договору переговоры имели очень долгий и сложный характер. Стороны долгое время не могли определиться со своими претензиями. Так, японцы поначалу требовали раздела Сахалина по 50°, затем по 48° или 47° северной широты, надеясь таким образом склонить Россию к официальному разделу острова. Со своей стороны, японским послам российские власти предлагали вариант, по которому в обмен на признание всего Сахалина российские власти передали бы Японии ряд срединных островов, но сохранили бы при этом контроль над тремя северными: островами Алаида, Шумшу и Парамуширом, без которых российский охотоморский флот не имеет возможности свободно выходить в Тихий океан. Однако в конечном итоге возобладал раздельный подход к владению островами, без общей сухопутной границы.

## Права жителей
Известно, что население российских Курил в 1840 году составляло 212 человек, из которых айнов было 99 душ, а русских и алеутов — 113 человек (учитывались, скорее всего, лишь взрослые мужчины). В отличие от договоров с Цинским Китаем 1858—1860, Петербургский договор запретил аборигенам сохранять российское подданство на японской территории. В результате практически все айны Урупа и Симушира в количестве 23 мужчин, 18 женщин и 31 ребёнка приняли решение переехать на оставшуюся российской Камчатку. Их примеру последовало и 12 жителей Шумшу. Но большинство айнов Парамушира и Шумшу выбрало подданство Японии, хотя они и продолжали в быту долгие годы сохранять православие и русский язык, о чём, к примеру, написал Сноу в 1878 году. В 1884 году оставшихся северных айнов, как неблагонадёжных, в количестве 97 человек японцы выселили в специально созданную айнскую резервацию на о. Шикотан подальше от российской Камчатки. Им было запрещено выходить без разрешения в море и вообще вести свой традиционный образ жизни.

## Значение
В целом, в отличие от предыдущего Симодского трактата 1855 года, Петербургский договор был заключён на очень выгодных для Японии условиях. Он фактически стал первым договором, при заключении которого эта небольшая, но динамично развивающаяся азиатская страна выступила на равных с гораздо более крупной европейской державой. Тем не менее, утрата прав на Сахалин вызвала антиправительственные марши протеста в Токио даже несмотря на приобретение Курил.